# 溶媒和

水分子に囲まれたナトリウム

溶媒和（ようばいわ、英: Solvation）とは、溶質分子もしくは溶質が電離して生じたイオンと溶媒分子とが、静電気力や水素結合などによって結びつき取り囲むことで溶質が溶媒中に拡散する現象のことである。
溶媒が水である場合、特に水和（英: hydration）という。
極性溶媒にイオン性物質や極性物質が溶けやすいのは溶媒和による。一方、無極性物質が溶けにくいのは溶媒和がほとんど起こらないためである。
無極性溶媒の場合、溶媒和はほとんど見られない。